# Blagoweschtschensk
Blagoweschtschensk (russisch Благове́щенск, anhörenⓘ, chinesisch 海兰泡, Pinyin Hǎilánpào) ist mit 241.437 Einwohnern (Stand 1. Oktober 2021) die größte Stadt in der russischen Oblast Amur und deren Verwaltungszentrum.

## Geographie
Blagoweschtschensk liegt im Fernen Osten Russlands am linken Ufer des Grenzflusses Amur gegenüber der chinesischen Stadt Heihe sowie am rechten Ufer der Seja, die hier von links in den Amur mündet. Die Entfernung nach Moskau beträgt über die Transsibirische Eisenbahn 7985 Kilometer, Luftlinie sind es 5630 Kilometer.

### Klima
Die Winter Blagoweschtschensks sind, wie typisch für Sibirien, trotz der sehr südlichen Lage extrem kalt und trocken, wenn auch deutlich gemäßigter als z. B. in Sacha. Die Sommer wiederum sind für sibirische Verhältnisse heiß mit subtropischen Einflüssen. Insgesamt ist das Klima der Stadt kontinental mit trockenen Wintern und feuchten, heißen Sommern (Dwa).
|                       | Jan   | Feb   | Mär   | Apr  | Mai  | Jun  | Jul  | Aug  | Sep  | Okt  | Nov   | Dez   |   |      |
| Mittl. Tagesmax. (°C) | −17,1 | −11,5 | −1,4  | 10,2 | 18,9 | 25,0 | 26,8 | 24,5 | 18,3 | 8,6  | −5,4  | −15,5 | ⌀ | 6,9  |
| Mittl. Tagesmin. (°C) | −27,8 | −24,0 | −13,4 | −2,2 | 5,7  | 12,9 | 16,5 | 14,4 | 7,1  | −2,3 | −15,1 | −25,2 | ⌀ | −4,4 |
|                       |       |       |       |      |      |      |      |      |      |      |       |       |   |      |
| Niederschlag (mm)     | 5     | 5     | 12    | 33   | 47   | 90   | 134  | 132  | 71   | 22   | 14    | 10    | Σ | 575  |
|                       |       |       |       |      |      |      |      |      |      |      |       |       |   |      |
| Regentage (d)         | 2     | 2     | 3     | 5    | 7    | 10   | 11   | 11   | 9    | 4    | 3     | 3     | Σ | 70   |

| −27,8 |

| −24,0 |

| −13,4 |

| −2,2 |

| 5,7 |

| 12,9 |

| 16,5 |

| 14,4 |

| 7,1 |

| −2,3 |

| −15,1 |

| −25,2 |

| −27,8 |

| −24,0 |

| −13,4 |

| −2,2 |

| 5,7 |

| 12,9 |

| 16,5 |

| 14,4 |

| 7,1 |

| −2,3 |

| −15,1 |

| −25,2 |

## Geschichte
Blagoweschtschensk ist eine der ältesten Städte in Russisch-Fernost. Die Stadt wuchs schnell, insbesondere nach der Entdeckung von Goldvorkommen im Norden der Oblast Amur. 1856 wurde an der Stelle der heutigen Stadt der russische Militärposten Ust-Seiski (Усть-Зейский) gegründet. Am 5. (17.) Juli 1858 erließ Zar Alexander II. den Ukas zur Stadtgründung. Die Siedlung wurde zu Ehren Marias, der Mutter Jesu, und der örtlichen Pfarrkirche Mariä Verkündigung in „Blagoweschtschensk“ („Stadt der Verkündigung“) umbenannt. Sie erhielt den Stadtstatus und wurde zum Verwaltungszentrum des Amur-Gebiets bestimmt.
Bis zum Ende des 19. Jahrhunderts entwickelte sich Blagoweschtschensk zu einem bedeutenden Binnenhafen (1859 waren 56 Dampfschiffe eingetragen) und Industriegebiet (Eisengießerei, Holzbearbeitungsindustrie).
Der Bereich des späteren Amur-Gebietes wurde in den 1840er Jahren vermessen. Im Jahr 1858 wurde das Amur-Gebiet gegründet, das zum Generalgouvernement Amur (Priamurski) gehörte. Dem gesamten Distrikt wurde die Armee der Amurkosaken zugeteilt. 1900 ereignete sich ein Konflikt mit China, woraufhin alle Chinesen Blagoweschtschensk verlassen mussten. Von 1920 bis 1922 gehörte das Amur-Gebiet zur Fernöstlichen Republik. In der RSFSR war Blagoweschtschensk seit 1932 Zentrum der Oblast Amur. Nach dem Zweiten Weltkrieg war dort ein bedeutendes Zwangsarbeitslager im Rahmen des sowjetischen Gulag-Systems.

### Bevölkerungsentwicklung
| Jahr | Einwohner |
| ---- | --------- |
| 1897 | 32.834    |
| 1913 | 70.000    |
| 1923 | 56.100    |
| 1939 | 58.790    |
| 1959 | 94.746    |
| 1970 | 127.757   |
| 1979 | 171.997   |
| 1989 | 205.553   |
| 2002 | 219.221   |
| 2010 | 214.390   |
| 2021 | 241.437   |

Anmerkung: Volkszählungsdaten (außer 1913 und 1923)
Bei der Volkszählung 1989 waren 90,9 % der Einwohner Russen, 4,4 % Ukrainer, 0,9 % Weißrussen, 0,5 % Tataren, 0,3 % Burjaten und je 0,1 % Tschuwaschen und Mordwinen.

## Wirtschaft
Blagoweschtschensk ist ein Zentrum des Handels und der Metallverarbeitung. Maschinenbau, Holzverarbeitung und Papierherstellung, Leicht- und Nahrungsmittelindustrie sind weitere wichtige Wirtschaftszweige. Zusammen mit Heihe bildet Blagoweschtschensk eine Freihandelszone.

## Verkehr
Blagoweschtschensk ist ein Verkehrsknoten, es hat einen Fluss- sowie einen Flughafen. Nach drei Jahren Bauzeit wurde Ende November 2019 über den Amur hinweg die erste russisch-chinesische Autobahnbrücke fertiggestellt. Es ist eine zweispurige, über einen Kilometer lange Extradosed-Brücke, die Bestandteil einer 20 km langen Autobahn beiderseits der Grenzen ist. Um die Finanzierung der Brücke zu amortisieren, werden 16 Jahre lang Mautgebühren erhoben.
In Vorbereitung ist eine Luftseilbahn für Fußgänger und Touristen, die Blagoweschtschensk und Heihe mit wenigen Minuten Fahrzeit verbinden wird. Die von POMA geplante Seilbahn soll mit vier Kabinen ausgestattet werden, jeweils mit einer Kapazität für 60 Passagiere. Diese Seilbahn soll im Sommer 2026 in Betrieb gehen.

## Bildung

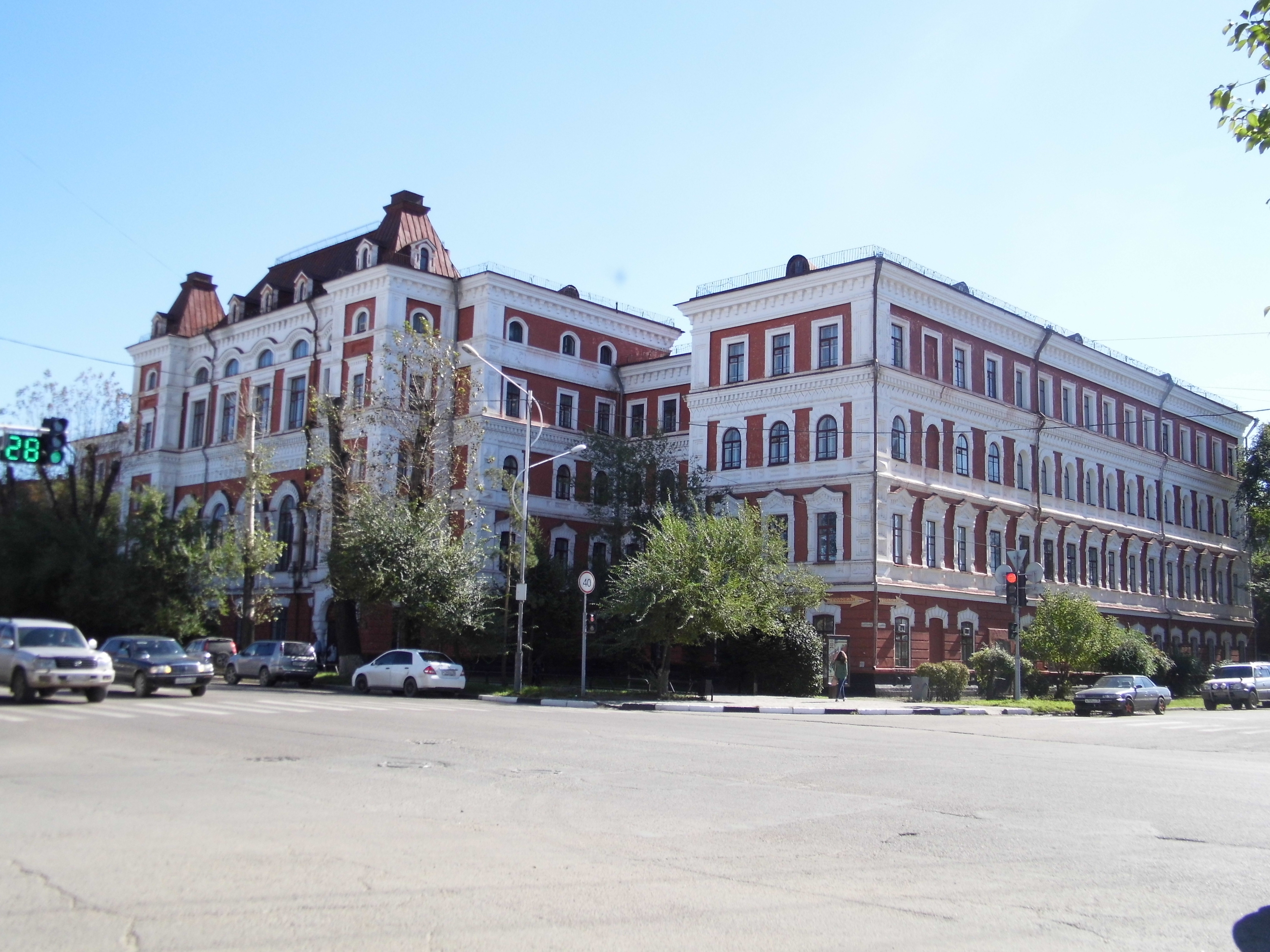
Staatliche Pädagogische Universität Blagoweschtschensk

Blagoweschtschensk ist Sitz mehrerer weiterführender Bildungseinrichtungen:
- Fernöstliche Staatliche Agraruniversität
- Fernöstliches Militärinstitut
- Staatliche Medizinakademie des Amurgebiets
- Staatliche Pädagogische Universität Blagoweschtschensk
- Staatliche Amur-Universität
- Staatliches Pädagogisches Institut Blagoweschtschensk

## Kultur
In Blagoweschtschensk findet jährlich das Kinofestival Herbst am Amur statt. Die Stadt hat ein Theater (seit 1883) und ein Heimatmuseum (seit 1891).

## Sport
In Blagoweschtschensk finden regelmäßig Eisspeedwayrennen statt. Mitte Februar 2014 auch ein Grand Prix im Rahmen zur Eisspeedway-Einzelweltmeisterschaft.

## Stadtbild
In der Stadt sind noch viele dörfliche Häuser vom Ende des 19. Jahrhunderts und Ziegelgebäude vom Anfang des 20. Jahrhunderts erhalten. Die Außenbezirke der Stadt sind dagegen von sowjetischen Plattenbauten geprägt. In starkem Kontrast dazu steht mit neuen Hochhäusern, Verwaltungsgebäuden und Hotels die chinesische Stadt am Ufer gegenüber.

## Söhne und Töchter der Stadt
- Konstantin Rodsajewski (1907–1946), Politiker der Russischen Faschistischen Partei
- Anatoli Jar-Krawtschenko (1911–1983), Maler, Grafiker und Porträtist
- Alexei Hajew (1914–1994), US-amerikanischer Komponist
- Oleg Strischenow (1929–2025), Schauspieler
- Alexei Dymowski (* 1977), ehemaliger Milizionär, der 2010 in einen Medienskandal verwickelt war
- Nikolay Khozyainov (* 1992), Pianist
- Emilia Schüle (* 1992), deutsche Schauspielerin
- Dmitri Santalow (* 1996), Handballspieler